# EUFOR Concordia
Pour les articles homonymes, voir EUFOR.
La force européenne EUFOR Concordia était une mission de maintien de la paix de l'Union européenne (UE) en République de Macédoine, qui a débuté le 31 mars 2003. L'UE a repris l'opération Allied Harmony de l'OTAN et déployé environ 300 soldats pour assurer la sécurité des observateurs de l'UE et de l'OSCE qui supervisent la mise en œuvre des accords d'Ohrid. C'est la première opération militaire de l'UE.

## Historique
L'insurrection albanaise de 2001 en Macédoine est un conflit armé interne mené par l'Armée de libération nationale (UÇK-M), organisation d'origine kosovare, contre le gouvernement de la République de Macédoine. Cette organisation manifestait ainsi la volonté des Albanais de Macédoine d'accéder à plus d'autonomie et de reconnaissance de la part de l'État. La fin de l'insurrection est formalisée par les accords d'Ohrid et l'intervention de 4 000 soldats de l'OTAN afin de rétablir la paix en Macédoine portent ses fruits. L'opération Concordia prend la suite avec une force moins importante de 300 à 400 soldats des différents États membres et des moyens opérationnels de l'OTAN mis en commun à la suite des accords Berlin plus.
L'opération Concordia se fonde sur la résolution 1371 du Conseil de sécurité des Nations unies et un volet économique et financier est développé (Pacte de stabilité pour l'Europe du Sud-Est (1999), accord  de  stabilisation  et  d'association (2004)) pour accompagner le développement du pays et appuyer l'influence de la politique étrangère de Bruxelles à Skopje.
L'EUFOR Concordia a été un événement important dans l'évolution de la coopération européenne en matière de sécurité et de défense commune. Pour Javier Solana qui était à l'époque Haut Représentant pour la politique étrangère et de sécurité commune (PESC), la PESC lancée dix auparavant atteignait un nouveau stade avec une coopération militaire sous l'égide de l'UE et non de ses États membres.
Le 15 décembre 2003, l'EUFOR Concordia a été remplacée par une mission de police de l'UE, sous le code EUPOL Proxima, et les 400 soldats de l'UE ont été remplacés par 200 policiers de l'UE.

## Sources

## Compléments